# LAGEOS

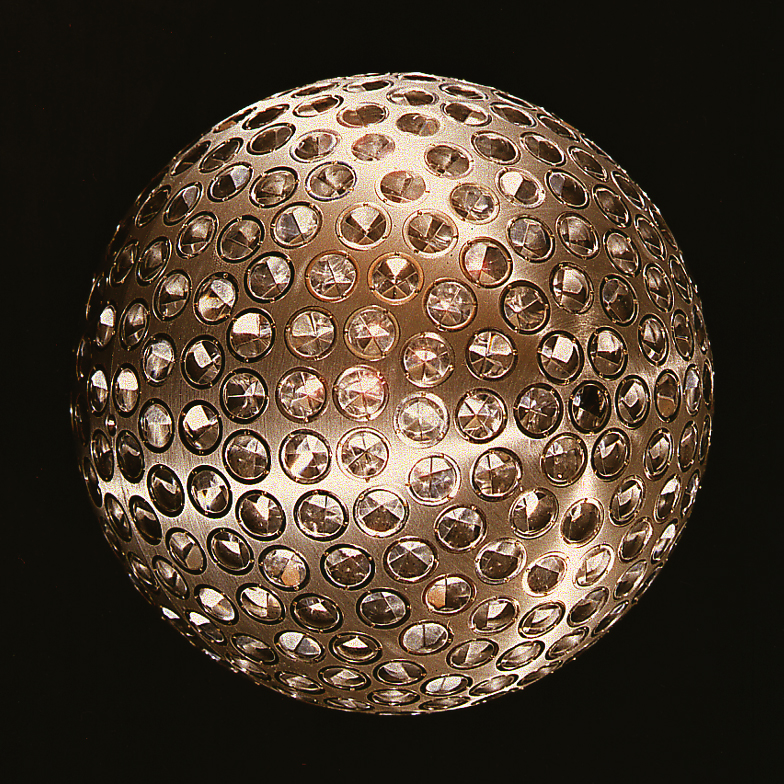
Satellite LAGEOS-1.

LAGEOS (acronimo di Laser Geodynamics Satellites) identifica una serie di satelliti artificiali sviluppati a scopo di ricerca. Questi satelliti sono stati sviluppati per validare alcuni aspetti della relatività generale e per effettuare degli studi sulla geodinamica della Terra.

## Funzionamento e operazioni
I satelliti sono formati da sfere di alluminio da 60 cm di diametro ricoperte da 426 riflettori CCR,  hanno una massa di circa 400 kg e assomigliano a delle enormi palline da golf. Sono sistemi totalmente passivi, al loro interno non hanno strumenti né sistemi di guida, e sono stati studiati per essere messi in orbita a un'altezza di circa 5900 km, ben oltre l'orbita bassa, ma molto sotto l'orbita geostazionaria.
La misura della posizione e dell'altitudine viene ottenuta tramite delle stazioni a terra. Queste stazioni inviano degli impulsi laser contro il satellite, misurando il tempo impiegato dagli impulsi luminosi a tornare a terra si può determinare la distanza tra il satellite e la postazione a terra. Eseguendo queste misure con più postazioni a terra e utilizzando la triangolazione si può stabilire la posizione e l'orbita del satellite. Questo metodo permette di misurare la posizione del satellite con un'approssimazione di pochi centimetri.
I satelliti sono stati immessi in orbite molto stabili e quindi sono stati utilizzati per misurare con alta precisione la posizione delle stazioni a terra o di ogni altro punto a terra dotato di opportuna strumentazione.

## Obiettivi della missione
La missione LAGEOS aveva i seguenti obiettivi:
- Effettuare un'accurata misura della posizione del satellite rispetto alla Terra.
- Definire con precisione la forma della Terra (Geoide).
- Determinate i movimenti delle placche tettoniche dovuti alla deriva dei continenti.

Le stazioni a terra sono presenti in molti paesi tra i quali: Stati Uniti d'America, Messico, Francia, Germania, Polonia, Australia, Egitto, Cina, Perù, Italia e Giappone; i dati rilevati sono messi a disposizione della comunità internazionale.
Il progetto prevedeva la messa in orbita due satelliti: il LAGEOS-1, lanciato nel 1976 e il LAGEOS-2, lanciato nel 1992. Entrambi i satelliti risultano ancora operativi (2023).
I due satelliti hanno orbite molto stabili e si prevede che rientreranno nell'atmosfera tra circa 8,4 milioni di anni; a questo proposito, all'interno di LAGEOS 1 è stata inserita una placca metallica ideata da Carl Sagan (per un concetto simile alle sonde Pioneer e Voyager) su cui viene rappresentata la conformazione dei continenti terrestri nel passato, nel presente e di come potrebbero essere nel futuro.

## Data di lancio
- LAGEOS 1, lanciato 4 maggio 1976, NSSDC ID 1976-039A, NORAD numero 8820, missione NASA
- LAGEOS 2, lanciato 23 ottobre 1992 dal STS-52, NSSDC ID 1992-070B, NORAD numero 22195, missione NASA/ASI